# Paninaro

Paninare in piazza San Babila a Milano nel 1986

Paninaro è un termine con il quale si identifica un fenomeno di costume, prevalentemente adolescenziale, nato nei primi anni ottanta a Milano e poi diffuso prima nell'area metropolitana milanese ed in seguito in tutta Italia e nel Canton Ticino.
Espressione giovanile dell'ondata di riflusso e disimpegno che seguì il turbolento e politicizzato decennio precedente, il fenomeno fu caratterizzato dal rifiuto di ogni forma di impegno sociale e politico e dall'adesione ad uno stile di vita fondato sull'apparenza e sul consumo.  Esso coinvolse ogni aspetto della vita quotidiana e si caratterizzò tipicamente per l'ossessione per l'abbigliamento griffato e per l'uso di un caratteristico linguaggio codificato; fu principalmente influenzato dai modelli del cinema statunitense e della musica pop del periodo (new wave, synth pop, new romantic), oltre che dai consigli degli spot pubblicitari trasmessi dalle crescenti televisioni commerciali.
Il fenomeno divenne presto noto in tutta Italia tanto da portare alla nascita di riviste, film e parodie televisive, per poi esaurirsi abbastanza rapidamente alla fine del decennio.

## Storia
Nei primi anni ottanta le zone di Milano erano frequentate da gruppi di giovani con proprie regole e stili come i metallari o i dark. All'interno di questo contesto si sviluppò una moda, sulla falsariga delle altre per la necessità di rimarcare l'appartenenza ad uno specifico gruppo, costituita da giovani, adolescenti o poco più grandi, che si riunivano presso i locali di zona piazza San Babila codificando un proprio lessico ed un proprio stile basato sull'ostentazione di capi firmati molto costosi ma che era al contempo anche alla portata di tutti grazie ad un mercato che, colta la nuova moda, incominciò a fornire a prezzi accessibili quanto necessario per uniformarsi al nuovo stile. Nelle paninoteche e nei fast food del centro di Milano prese forma un fenomeno di costume che, dopo essersi diffuso in tutta Italia, si estese anche all'estero. I luoghi di ritrovo, paninoteche e fast food, dove potevano essere consumati pasti veloci ne determinarono quindi anche il nome.
Il termine deriva, più in particolare, proprio da un locale di Milano, il bar Al panino, in piazza Liberty, ritrovo abituale del primo nucleo di paninari, un gruppo di ragazzi che aveva codificato un proprio gergo ed un proprio abbigliamento basato fondamentalmente su determinati capi di vestiario ed accessori di note marche italiane o straniere. Altro ritrovo, più in là negli anni, divenne Burghy a piazza San Babila, divenuto poi McDonald's.
I nuovi valori che si affermano sono: «funzionare, dimostrare di valere, avere un corpo ed una immagine perfetta, essere alla moda, fare carriera» ma curiosamente i paninari non indossano l'abbigliamento tipico degli yuppie statunitensi, i giovani in carriera, bensì capi di abbigliamento tipici della classe operaia e contadina statunitense come scarponi Timberland, jeans Levi's, camicie a scacchi, stivali e cinturoni tipici dei boscaiolo, ma rigorosamente di marca e molto costosi. La controparte femminile del paninaro si chiama "sfitinzia" o "squinzia", che secondo i dizionari è definibile come una ragazza smorfiosa, poco intelligente, civettuola, spesso patita della moda, ma secondo l'accezione originale del 1986, scritta da Lina Sotis, la squinzia è «la categoria femminile più diffusa del momento. Hanno tutte un imprinting, quello televisivo degli show della seconda serata, vestiti, toni di voce, lunghezze, cortezze e tacco a spillo: nella squinzia tutto, tranne il cervello, è esagerato. La squinzia è quella che vorrebbe beccare di più e becca di meno, è l'eterna tacchinata e mai presa».

Il cabarettista Enzo Braschi mette in parodia comportamento e slang del paninaro.

Il fenomeno si diffuse rapidamente in tutta Italia grazie alla pubblicità trasmesse dalle nascenti televisioni commerciali, che ne sfruttano il fenomeno amplificandone il messaggio e diffondendone lo stile; a renderlo ulteriormente famoso contribuì anche un personaggio interpretato dall'attore Enzo Braschi, che fornì alla nazione una versione stereotipata del paninaro in una fortunata trasmissione televisiva, Drive In, che ne contribuì a diffondere la moda codificandone a sua volta degli stilemi alla quale molti giovani di tutta Italia cercarono di uniformarsi. Il successo è tale che nascono anche riviste dedicate al fenomeno ed indirizzate ai paninari come Il paninaro, con una tiratura che raggiunse 100000 copie mensili, alle quali seguirono Wild Boys, ispirata alla canzone omonima dei Duran Duran e cantata da Braschi nella sua parodia, Zippo Panino, Il Cucador oltre alle versioni al femminile come Preppy e Sfitty.
I prodromi del fenomeno si osservarono a Milano in un periodo storico di assestamento della valuta italiana e di importanti segnali di ripresa economica, cui fecero seguito un relativo benessere e maggior disponibilità di beni di consumo. Con l'espansione della moda, fu naturale la formazione di gruppi e comitive, ciascuna dotata di un proprio punto di ritrovo come un bar ed un relativo territorio nel quartiere; gruppi anche molto ampi, le cui frequentazioni potevano raggiungere anche l'ordine del centinaio di persone. Il sabato pomeriggio e la sera erano il luogo deputato al ritrovo in massa con successivo trasferimento in una delle discoteche che ben si prestavano a sfruttare questo fenomeno. Alcuni di questi gruppi, quelli più importanti, disponevano dei leader di grande popolarità locale, solitamente dotati di soprannome. I locali di frequentazione avevano periodo di vita effimero o mutavano nome e ragione sociale in tempi brevi, in base alla tendenza ed al gusto dei frequentatori.

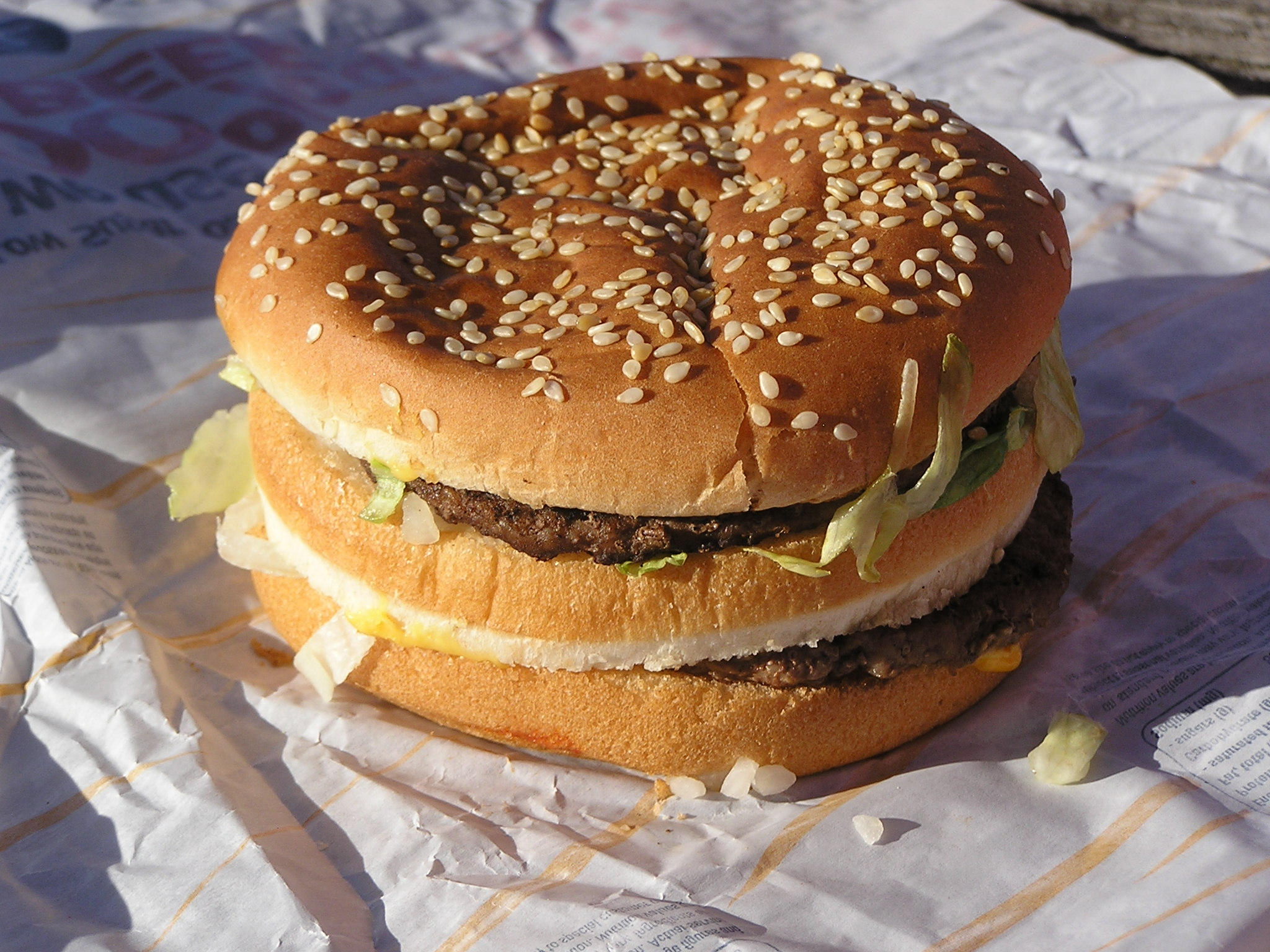
Il tipico panino con hamburger di un ristorante fast food, che si diffuse in Italia a partire dai primi anni 1980.

Tratto caratteristico dei paninari era il cibo consumato presso alcune catene di ristoranti a ristorazione rapida, che proprio in quegli anni iniziano a diffondersi in tutta Italia. A Roma, ad esempio, l'apertura del primo ristorante McDonald's, nel 1986, a Piazza di Spagna, fu un evento memorabile per i paninari della capitale italiana. A Milano, al contrario, la maggior parte delle varie compagnie di paninari si ritrovavano in normali bar sparsi in tutta la città, e le decine di ristoranti a ristorazione rapida di Burghy (ad eccezione di quello di piazza San Babila e di Corso Vittorio Emanuele II), Wendy's e King Burger (da non confondere con Burger King approdato in Italia solo nel 1999), le due cosiddette "seconde scelte", venivano poco frequentati dagli appartenenti a questa sottocultura giovanile.
In breve tempo i paninari divengono fenomeno di costume acquistando una discreta notorietà a livello nazionale, soprattutto per merito della pubblicazione di alcuni fumetti dedicati ai paninari e del personaggio interpretato da Enzo Braschi a Drive In. Nel 1986 i Pet Shop Boys, a seguito di una visita nel centro di Milano, incisero il singolo Paninaro, che permise alla moda di valicare i confini nazionali. I protagonisti del videoclip, girato a Milano, erano alcuni ragazzi perfettamente vestiti secondo i dettami della moda.
Il fenomeno inizialmente non aveva connotazioni politiche in quanto l'impegno sociale non rientrava negli interessi dei gruppi che si conformavano all'estetica paninara. Vi era invece una sorta di coscienza di classe che li portava a rifiutare contatti con altri giovani di diversa estrazione sociale: i paninari, almeno nel nucleo originario milanese che aveva come punto di ritrovo i locali in zona Piazza San Babila, erano i figli della borghesia medio-alta e quindi con quella disponibilità economica che permetteva l'acquisto di capi d’abbigliamento particolarmente costosi. Successivamente incominciò a sorgere una coscienza politica di ispirazione conservatrice che portò a contrapposizioni con gruppi di diversa identità politica.
La moda si esaurì a Milano con il finire del decennio e nel resto dell'Italia di lì a poco, sostituita da altre sottoculture che riflettevano la fine di un decennio consumato all'insegna dell'edonismo e della superficialità. In generale può dirsi come la moda dei paninari sia stata legata ai giovanissimi delle scuole medie inferiori e superiori. Perlomeno, a Milano i paninari erano quasi totalmente assenti nelle università. L'intestazione sulla testata principale, Paninaro, inizialmente I veri galli, accomiata il periodo d'uscita di scena con Pochi, duri, giusti.
Come per qualsiasi moda passata, specialmente a Milano si tengono serate di revival presso discoteche, dove i frequentatori sono dei reduci oramai adulti, esortati a presentarsi con indumenti della moda dell'epoca.

## Diffusione del fenomeno

Gruppo di paninari a Perugia nel 1986

Lo stile si diffuse da Milano nelle zone limitrofe della Lombardia e poi nel resto d'Italia, mescolandosi a tendenze comunque già in atto in altre città. A Bologna, per esempio, già da tempo si chiamavano zànari i gruppi di ragazzi – omologhi dei paninari milanesi – che si ritrovavano regolarmente in centro al bar Zanarini, poco distante dal palazzo dell'Archiginnasio, mentre a Verona erano curiosamente definiti bondolari.
A Roma vi erano i tozzi, abbigliati con piumino Moncler, Millet o Ciesse Piumini, giacca in pelle da aviatore di marca Schott, pantaloni jeans Levi's 501, camicia sempre di jeans rigorosamente blu scuro, cintura da mandriano dalla vistosa fibbia El Charro, scarponcini da boscaiolo Timberland ma anche le Clarks e, caratteristicamente, incedevano con le punte dei piedi all'infuori, sembrando l'antitesi della ricercatezza della versione milanese. Come l'aggettivo inglese tough, il termine "tozzo" dava l'idea di prestante, gagliardo, ma anche di rozzo, prepotente. L'abbigliamento di molti tozzi ricordava l'uniforme dei detenuti nelle prigioni americane, portato alla notorietà dalle interpretazioni "carcerarie" di attori come Clint Eastwood e Burt Reynolds.

## Stile

### Abbigliamento
Nel vestiario e per gli accessori era d'obbligo la griffe e la sua autenticità, quale indice di ricchezza familiare reale o presunta; il paninaro coltivava infatti una maniacale attenzione per il proprio stile, rigorosamente costoso e di marca. L'uso di imitazioni e di merci contraffatte, a cui ricorrevano i ragazzi che non potevano permettersi i capi originali, pur essendo molto diffuso era stigmatizzato socialmente e comportava l'appellativo di gino o truzzo.

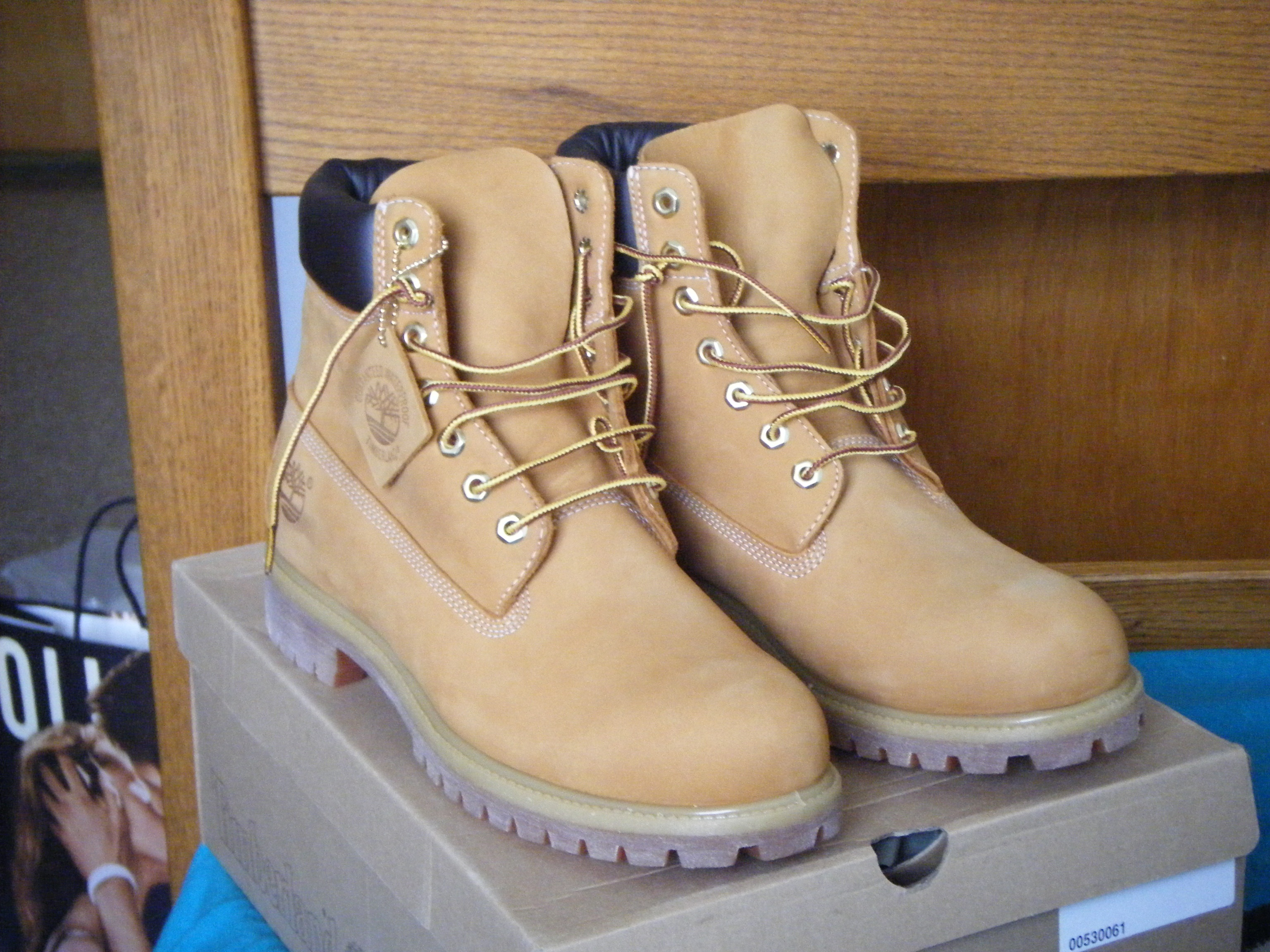
Gli scarponcini Timberland, uno dei simboli dei paninari.

L'abbigliamento base del paninaro prevedeva giacconi imbottiti di piumino d'oca vivacemente colorati (es. Ciesse Piumini, Moncler, Henry Lloyd), stivali da mandriano (es. Frye o Durango), le prime scarpe da barca (Docksides by Sebago, Sperry Top Sider, Timberland, Sisley mocassino by DiVarese), jeans (es. Armani, Levi's 501, Uniform, Rifle in velluto millecoste, Avirex, Americanino, Stone Island), giubbotti da aviatore tipo bomber (Avirex, Schott, bomber canadese e il montone Inglese della 2ª guerra mondiale Bomber B-3 detto "RAF" in omaggio alla Royal Air Force), giubbotti di jeans (Levi's), giacconi da vela (Henri Lloyd Consort Jacket), felpe (American System, Best Company), maglioni (es. Marina Yachting, Benetton, Stefanel, Les Copains), cinture di pelle (es. El Charro), camicie a quadri (es. Naj-Oleari), calzini (a rombi della Burlington per i ragazzi, colorati della Naj-Oleari per le ragazze), scarponcini da lavoro in pelle scamosciatata (es. Timberland mentre le Clarks erano identificative dei "cinesi" ovvero i giovani comunisti), Celini oppure scarpe sportive (Superga colorate, Vans rigorosamente senza stringhe e, più tardi, Nike, Converse e New Balance). Ed ancora, camicie Controvento e tutto l'abbigliamento di C.P Company e Stone Island. Per circa tre anni impazzarono anche le toppe di stoffa sui jeans di Naj-Oleari e Fiorucci, così come le sue borse e parecchi accessori per le ragazze. Altri capi di abbigliamento erano il berrettino delle armate americane sudiste ed i guanti in pelle scamosciata Ocean Star.
I colori erano generalmente vivaci, chiari, con preferenza per le tinte pastello, preferibilmente in tinta unita per maglioni, felpe e pullover (celeste, giallino, verdino, rosa e il ricercatissimo "color salmone"); erano poco apprezzati i toni neutri (beige, grigio) ed i colori scuri (tranne che nei bomber). Presenti anche texture di ispirazione scozzese, a quadri, o righe e righine per le camicie; fra le grafiche, le più diffuse erano quelle di ispirazione Ivy League o comunque legate all'immaginario giovanile americano degli anni cinquanta. Gli accessori spesso presentavano pattern con piccole fantasie geometriche tipiche del periodo (triangolini, lineette a zig-zag, fiorellini stilizzati, come nelle stoffe di Naj-Oleari o Fiorucci) o colori fluo.
Le taglie dei pantaloni e delle camicie erano abbondanti, e spesso indossati con più risvolti nelle maniche ed alle caviglie. I pantaloni ed i jeans avevano la vita molto alta ma lasciavano scoperte le caviglie, e le camicie si portavano tassativamente dentro i pantaloni ed abbondantemente sblusate; gli indumenti attillati erano associati a mode precedenti e considerati sgradevoli da vedere. In generale si cercava di avere un aspetto molto curato evitando ogni apparenza di sciatteria.
Il modo di vestire paninaro variava da città a città; così mentre a Milano si usavano le felpe Best Company, a Roma andava per la maggiore il jeans Americanino. Anche i negozi erano un culto: ad esempio, a Roma la meta era Energie di via del Corso, mentre a Milano si andava al Pharmacia e Nautica-Chic di via Durini. Il negozio di El Charro in via Monte Napoleone divenne una sorta di paradiso degli acquisti, importando dozzine di indumenti in stile texano, prodotti principalmente dalla Lyntone Belts Inc. (Edmond, Oklahoma). Altri negozi di riferimento erano Di Segni e Conforti.
Fra gli accessori divenuti status symbol dei paninari, ebbero grande diffusione gli occhiali Ray-Ban e Vuarnet di svariati modelli (dai Wayfarer di Tom Cruise in Risky Business - Fuori i vecchi... i figli ballano del 1983 ai Caravan di Top Gun), lo zainetto Invicta (soprattutto il modello Jolly, dai colori pastello o fluo), il registratore a cassette portatile Sony Walkman e, nella seconda metà del decennio, l'orologio di plastica colorata Swatch.
Alcune marche di moto erano solitamente associate al mondo dei paninari: ad esempio, inizialmente, i motocicli Zündapp 125 (con scritta "175" sulla fiancata per andare in autostrada), successivamente Laverda, con motore Zündapp, Gilera KZ (stradale) e RX (enduro).

### Linguaggio
Sul modello del linguaggio dei giovani milanesi venne modellato un gergo che divenne comune dei paninari diffusi in altre parti d'Italia caratterizzato da un rifiuto dell'iperbole ed in un ricorso al prosaico. Per esempio: «Sono fuori come un balcone» oppure « [...] come un'antenna» o anche « [...] come un citofono» per intendere uno stato confusionale.
Sono frequenti le abbreviazioni come ad esempio "Timba" riferito alle scarpe di marca Timberland, «Faccio il week a Curma» traducibile come «passo un weekend a Courmayeur», talora combinati agli accrescitivi o storpiature (es. panozzo per panino, patozze per patatine), così come i continui ricorsi spesso fantasiosi all'inglese (es. arrapation, very original, il mio boy, arrivano i ciàina - deformazione dell'inglese chinese, cinese ovvero militante di sinistra o più esteso, appartenente ai gruppi antagonisti) o ad altre lingue (I sapiens, Mi gusti mucho).
Merita far presente che il cosiddetto linguaggio dei paninari non milanesi è stato spesso profondamente influenzato dalle invenzioni degli autori delle riviste paninare e dal personaggio comico televisivo di Enzo Braschi. Nella realtà ben pochi utilizzavano quello slang in modo continuato (cosa ritenuta da "gini" se eccessiva) e si limitavano ad usare solo alcune parole ogni tanto, che è poi divenuto negli anni uno dei tanti stereotipi sulle culture giovanili. Non improbabile da questo processo, una diffusione nazionale di alcune espressioni triviali meneghine, esempio tangibile quelle relative alla sessualità, sostituendo via via quelli tradizionali locali.

## Interessi culturali

### Musica
I paninari ascoltavano principalmente musica commerciale e disimpegnata, soprattutto pop anglosassone nelle declinazioni più in voga di quel periodo, vale a dire synth pop, dance, new romantic.
La rete televisiva Videomusic ed il programma di Italia Uno DeeJay Television furono i principali diffusori di questi generi musicali, trasmettendone i videoclip e contribuendo ad influenzare i gusti dei paninari italiani: nacque, ad esempio, un'agguerrita rivalità tra il pubblico dei Duran Duran e quello degli Spandau Ballet, i due gruppi più amati dai paninari. Fra i musicisti più apprezzati c'erano anche gli Wham!, i Simple Minds, i Frankie Goes to Hollywood, Boy George ed i Culture Club, i Pet Shop Boys (che nel 1986 pubblicarono un brano chiamato Paninaro), gli A-ha, gli Europe, Michael Jackson e la prima Madonna.
Era invece decisamente rifiutata ogni altra forma di musica in voga nel periodo, in particolare quella impegnata (cantautori) o troppo ricercata (punk, post-punk, rock o sperimentale) o introspettiva (goth o dark). La musica italiana non era in genere apprezzata dai paninari, ad eccezione di quella cantata in inglese (italo disco e dance) da artisti come Sandy Marton, Tracy Spencer, Taffy, Via Verdi, Valerie Dore, Spagna, Sabrina Salerno, Novecento, Mike Francis, Matia Bazar, Den Harrow, Gazebo ed Albert One, e, più in generale, tutta la produzione di Claudio Cecchetto di quel periodo, compreso l'esordio di Jovanotti.

### Cinema
I gusti cinematografici dei paninari si orientavano sui blockbuster statunitensi come Top Gun e le saghe di Rocky e Rambo.

## Influenza culturale
Nel 1986 il fenomeno è al suo apice e viene realizzato un lungometraggio, Italian Fast Food, trasposizione cinematografica di molte idee presenti nel programma televisivo Drive In, compreso ovviamente Braschi nei panni del paninaro; si svolge in un fast food nel centro di Milano. Altro film dello stesso anno è Sposerò Simon Le Bon, tratto da un libro/diario scritto dall'adolescente milanese Clizia Gurrado che descrive gli sforzi della protagonista, che vive nel periodo di massima esplosione del movimento, per incontrare il suo idolo Simon Le Bon.
Il libro stesso è un fenomeno editoriale che in poco tempo vende mezzo milione di copie. L'autrice stessa, anni dopo, ricordando la sua esperienza come adolescente nella Milano dei paninari, alla domanda se anche lei fosse stata una paninara, rispose che «se per essere paninari si intende il fatto di indossare il Moncler, le Timberland e la borsa Naj Oleari ed ascoltare i Duran Duran, allora sì, ma è anche pur vero che tutto terminava a quello.» Nel 1986 il gruppo britannico dei Pet Shop Boys pubblicò un brano chiamato Paninaro.
Vennero pubblicati anche fumetti ispirati al fenomeno come Paninaro e New Preppy, editi dalla Edifumetto dal 1986 al 1989, Cucador - il giornale dei veri paninari, edito dal 1986 al 1987 dalla Garden Editoriale, Sfitty, edito dalla Edizioni Bianconi nel 1987 e Wild Boys, edito dal 1986 al 1987 dalla Look Boys. Nel 1985 l'editrice Edisoft pubblicò il videogioco per Commodore 64 Il paninaro, costituito da una fase di guida in moto per Milano ed una fase ambientata in un fast food, dove il paninaro deve superare scorrettamente la coda.
Sempre per Commodore 64 l'editrice Logica 2000 pubblicò, tra i supplementi della sua omonima collana, la rivista con cassetta Squinzie, sfitinzie & paninari, contenente programmi vari sul tema. Nel 2011 viene pubblicato su Internet il mediometraggio Il ritorno dei paninari, basato sul fumetto Paninaro, diretto da Fabio Notario e Ramon Verdoia e prodotto dalla Fabius Art. Il seguito, Il ritorno dei paninari 2, ottenne il "Premio 2014" dal programma Stracult di Rai 2.
Nel settembre 2018 Il Pagante, gruppo musicale milanese, ha pubblicato un album dal titolo Paninaro 2.0, evidente riferimento alla subcultura dei paninari sviluppatasi nel capoluogo lombardo durante gli anni '80.
Il 10 novembre del 2023 Digital Astro, pubblica la traccia “PANINARO” in collaborazione con Tony Boy e Artie 5ive. Il titolo é un chiaro richiamo alla moda degli anni ‘80.